# Oreopholus
Oreopholus é um gênero de ave pertencente à família Charadriidae. O Oreopholus ruficollis é a única espécie existente, embora outra espécie, Oreopholus orcesi, seja conhecida do Pleistoceno Superior do Equador.